# Eager Boy
Eager Boy – pierwszy singel promujący drugi album Fismolla czyli Box of Feathers. Piosenka otwiera płytę. Singel został wydany 15 czerwca 2015 przez Nextpop / Warner Music Poland. Ponownie zaproponowano go do promocji radiowej dnia 22 czerwca 2015. Konstrukcja muzyczna utworu jest spójna z tekstem - przechodzi od delikatności po ekspresję siły: "Przepłynę przez morze, lecz utonę w oczach. Jestem piórem i kamieniem. Jestem niecierpliwym chłopakiem i dojrzałym mężczyzną". Teledysk w reżyserii Jędrzeja Guzika i Fismolla został opublikowany w serwisie YouTube 26 czerwca 2015.

## Notowania
| Lista                              | Pozycja |
| ---------------------------------- | ------- |
| Lista Przebojów Programu Trzeciego | 45      |
| Lista Przebojów Radia Merkury      | 31      |
| Lista Przebojów UWUEMKA            | 33      |
| Aferzasta Lista Przebojów          | 18      |